# Tibouchina weberbaueri
Tibouchina weberbaueri är en tvåhjärtbladig växtart som beskrevs av Célestin Alfred Cogniaux. Tibouchina weberbaueri ingår i släktet Tibouchina och familjen Melastomataceae. Inga underarter finns listade i Catalogue of Life.